# Lavadeira-mascarada
A lavadeira-mascarada (Fluvicola nengeta) é uma espécie de pássaro sul-americana pertencente a família dos tiranídeos. O seu habitat é, preferencialmente, junto a rios ou lagoas. Vem frequentemente ao chão, mesmo barrento, em busca de alimento. É ave de espaços abertos.
Originalmente, ocorria no Brasil somente nos estados do Nordeste, do Maranhão à Bahia. Tem, contudo, ampliado sua distribuição pelo Sudeste do país, aparecendo no Rio de Janeiro já na década de 1950.
Costuma surgir no início da manhã à procura das piscinas, onde acostumou-se a se banhar. Aparece quase sempre em grupos de dois ou três indivíduos. Possui um canto curto e agudo. Em determinadas situações, abre as asas e as movimenta abrindo-as e fechando-as rapidamente, quando seu canto passa a apresentar ritmos e tons mais complexos. Seu comportamento indica um grau de confiança em relação ao homem, pois costuma se aventurar no meio da piscina se houver algo boiando e que o sustente. Permite, ao observador, aproximar-se a uma curta distância.
Costuma andar aos pares (casal).

## Outros nomes, grafias e etimologia
Também conhecida como lavandeira, viuvinha, vovozinho  ou noivinha, O nome "lavadeira" é uma referência à sua predileção por cursos d'água. O nome "noivinha" é uma referência à sua coloração branca predominante. O nome “mascarada” é em função de uma faixa negra que lhe atravessa os olhos. 
O nome "lavadeira-mascarada" foi selecionado como nome vernáculo técnico para a espécie pelo Comitê Brasileiro de Registros Ornitológicos.